# Listă de juriști
Aceasta este o listă de juriști.

## Antichitate
- Hammurabi
- Solomon

- India antică
  - Manu
  - Chanakya

- Grecia Antică:
  - Draco
  - Solon

- Roma Antică:
  - Marcus Tullius Cicero
  - Gaius
  - Herennius Modestinus
  - Aemilius Papinianus
  - Paulus
  - Paulus Catena
  - Tribonian
  - Domitius Ulpianus
  - Bartolus de Saxoferrato
  - Accursius

## Juriști moderni după țară

### Argentina
- Luis Moreno Ocampo

### Australia
- Sir Edmund Barton (judecător)
- Sir Garfield Barwick (judecător)
- Sir Gerard Brennan (judecător)
- Julian Burnside
- Sir William Deane (judge)
- Sir Owen Dixon (judecător)
- Dr H.V. Evatt (judecător, politician)
- Robert French (judecător)
- Mary Gaudron (judecător)
- Sir Harry Gibbs (judecător)
- Murray Gleeson (judecător)
- Sir Samuel Griffith (judecător)
- H.B. Higgins (judecător)
- Sir Isaac Isaacs (judecător)
- David Ipp (judecător)
- Michael Kirby (judecător)
- Sir Adrian Knox (judecător)
- Sir Anthony Mason (judecător)
- Lionel Murphy (judecător)
- Richard O'Connor (judecător)
- Geoffrey Robertson
- Sir Ninian Stephen (judecător)
- Julius Stone
- Sir Ronald Wilson (judecător)

### Austria
- Ludwig Adamovich Sr., fost președinte – Curtea Constituțională a Austriei
- Ludwig Adamovich Jr., fost președinte – Curtea Constituțională a Austriei
- Walter Antoniolli, fost președinte – Curtea Constituțională a Austriei
- Franz Bydlinski
- Eugen Ehrlich
- Walther Kastner
- Hans Kelsen
- Karl Korinek, președinte – Curtea Constituțională a Austriei
- Karl Anton Freiherr von Martini
- Franz von Zeiller
- František Ladislav Rieger

### Bangladesh
- A. K. Fazlul Huq
- Radhabinod Pal
- Abdur Razzaq
- M. A. Muid Khan
- Rizwan Hussain
- Azizul Haque
- Delwar Hossain Sayeedi
- Kamal Hossain
- Khatun Sapnara
- Rezaur Rahman

### Brazilia
- Marquess of Sapucaí
- Viscount of Jequitinhonha
- Marquess of Paraná
- Pimenta Bueno
- Eusébio de Queirós
- Baron of Uruguaiana
- José Tomás Nabuco de Araújo
- Zacarias de Góis e Vasconcelos
- Baron of Penedo
- Cândido Mendes de Almeida
- Viscount of Rio Branco
- Ernesto Carneiro Ribeiro
- Rui Barbosa
- Clóvis Beviláqua
- Baron of Rio Branco
- Joaquim Nabuco
- João Mendes de Almeida Júnior
- Pedro Lessa
- Edmundo Muniz Barreto
- Antônio Evaristo de Morais
- Antônio Evaristo de Morais Filho
- Carlos Maximiliano
- José de Alcântara Machado
- Eduardo Spínola
- Levi Carneiro
- Francisco Luís da Silva Campos
- Nelson Hungria
- Orozimbo Nonato
- Heráclito Fontoura Sobral Pinto
- Hahnemann Guimarães
- Hermes Lima
- José de Aguiar Dias
- Orlando Gomes
- Washington de Barros Monteiro
- San Tiago Dantas
- Evandro Lins e Silva
- Caio Mário da Silva Pereira
- Maria Helena Diniz
- Victor Nunes Leal
- Alfredo Buzaid
- Goffredo da Silva Telles Júnior
- Jorge Luiz Souto Maior
- Hely Lopes Meirelles
- Rubens Gomes de Sousa
- Sílvio Rodrigues
- Arnaldo Süssekind
- Paulo Brossard
- Raymundo Faoro
- Roberto Lyra Filho
- Sydney Sanches
- Sepúlveda Pertence
- Joaquim Barbosa
- José Cretella Júnior
- Paulo Nader
- Cândido Rangel Dinamarco
- Ada Pellegrini
- Tourinho Filho
- Walter Moraes
- Antônio Carlos de Araújo Cintra
- Marco Aurélio Mello
- Celso Lafer
- Francisco Cavalcanti Pontes de Miranda
- Miguel Reale
- Augusto Teixeira de Freitas

### Brunei
- Geoffrey Briggs
- Mohamed Saied

### Canada
- Rosalie Abella
- Louise Arbour
- Matthew Baillie Begbie
- Denise Bellamy
- Louise Charron
- Henry Pering Pellew Crease
- Brian Dickson
- John Gomery
- Peter Hogg
- Louis-Hippolyte Lafontaine
- Antonio Lamer
- Bora Laskin
- John McClung
- Beverley McLachlin
- Roy McMurtry
- Louis-Philippe Pigeon
- F. R. Scott (Francis Reginald Scott sau Frank Scott)
- Robert Taschereau
- Stephen Waddams

### Columbia
- Carlos Medellín Forero
- Carlos Lemos Simmonds

### Cipru
- Michalakis A. Triantafyllides
- Andreas N. Loizou
- Georghios M. Pikis
- Solon Nikitas
- Alecos Markides
- Phytos Poetis
- Criton G. Tornaritis

### Cehoslovacia
- Emil Hácha

### Cehia
- Petra Buzková
- Otakar Motejl
- Petr Pithart
- Cyril Svoboda

### Danemarca
- Alf Ross
- Anders Sandøe Ørsted

### Elveția
- Eugen Huber
- Jörg Paul Müller
- Walter Kälin

### Anglia & Wales
- Sir Francis Bacon
- Sir Redmond Barry, QC
- Sir William Blackstone
- Lord Browne-Wilkinson
- Sir Edward Coke
- Lord Denning
- Albert Venn Dicey
- Sir Matthew Hale
- Lord Hutton
- Lord Goff of Chieveley
- Thomas More
- Lord Morris of Borth-y-Gest
- Lord Scarman
- Hartley Shawcross
- Lord Templeman
- Lord Woolf
- Lord Mansfield
- Sir Ronald Waterhouse, QC

### Franța
- Jean-Louis Bruguière
- Jean Jacques Régis de Cambacérès
- Guy Canivet
- Renaud Denoix de Saint Marc
- Georges Gurvitch
- Claude Jorda
- Edouard de Laboulaye
- Roger Le Loire
- Pierre Mazeaud, președinte – Curtea Constituțională a Franței
- Jean-Étienne-Marie Portalis
- Jean-Paul Beraudo

### Germania
- Siegfried Bross
- Philipp Heck
- Roman Herzog, președinte – Curtea Constituțională a Germaniei, apoi Președinte al Germanei
- Rudolf von Jhering
- Hermann Kantorowicz
- Karl Larenz
- Friedrich Carl von Savigny
- Carl Schmitt
- Bernhard Windscheid
- Reinhold Zippelius
- Robert Alexy

### Hong Kong
- Kemal Bokhary (judecător)
- Charles Ching (judecător)
- Andrew Li (judecător)
- Henry Litton (judecător)
- Charles Ching
- Denys Roberts
- Robert Ribeiro
- George Phillippo
- Yang Ti-liang
- Patrick Yu

### India
- B. R. Ambedkar
- Radhabinod Pal
- Subodh Markandeya
- K. K. Mathew
- Shekhar Bhargava
- Flavia Agnes
- Upendra Baxi
- P. B. Gajendragadkar
- Justice V.R Krishna Iyer
- Ram Jethmalani
- N. R. Madhava Menon
- Nanabhoy Palkhivala
- S.P Sathe
- Justice P. N. Bhagwati
- B.S. Chimni
- M.P. Singh
- K N Chandrasekharan Pillai
- Justice Dhananjaya Y. Chandrachud
- Justice Y. V. Chandrachud
- Radhabinod Pal
- Hari Singh Gour
- B. N. Srikrishna
- Mandagadde Rama Jois

### Iran
- Mohammad Ali-Saffari
- Sadeq Khalkhali
- Shirin Ebadi

### Irlanda
- William Binchy
- James Casey
- Declan Costello
- Susan Denham
- Thomas Finlay
- Dermot Gleeson
- Adrian Hardiman
- Séamus Henchy
- Gerard Hogan
- Ronan Keane
- John M. Kelly
- Hugh Kennedy
- John L. Murray
- Finbarr McAuley
- Patrick McEntee
- Cearbhall Ó Dálaigh
- Thomas O'Higgins
- Mary Robinson
- Gerard Whyte

### Israel
- Leo Goldhammer

### Italia
- Thomas Aquinas
- Alberico Gentili
- Cesare Beccaria
- Francesco Mario Pagano
- Benedetto Marcello
- Francesco Carrara
- Gaetano Filangieri
- Piero Calamandrei
- Pietro della Vigna
- Vincenzo Caianiello
- Francesco Parisi
- Luigi Ferrari Bravo
- Dionisio Anzilotti
- Bettina d'Andrea
- Riccardo Petroni
- Gino Giugni
- Mauro Cappelletti
- Giovanni Conso
- Enrico De Nicola
- Leopoldo Elia
- Marco Biagi
- Giovanni Maria Flick
- Giuliano Vassalli
- Gustavo Zagrebelsky

### Liban
- Domitius Ulpianus
- Aemilius Papinianus
- Julius Paulus Prudentissimus
- Pierre Ghannaje
- Pierre Safa (website tribut: www.pierresafa.com Arhivat în 7 aprilie 2015, la Wayback Machine.)
- Mustafa Al Aouji
- Mohammed Al Naqeeb
- Georges Jreij
- Edouard Eid
- Raymond Farhat
- Ibrahim Najjar

### Macau
- Sam Hou Fai
- Lai Kin Hong
- Tam Hio Wa
- Alice Leonor das Neves Costa
- Mario Augosto Silvestre
- Ip Son Sang
- Tong Hio Fong
- Lam Peng Fai
- Cheong Un Mei
- Sam Keng Tan
- Teresa Leong
- Alvaro Antonio Mangas Abreu Dantas
- Fernando Miguel Furtado Andre Alves
- Ip Sio Fan
- Kan Cheng Ha
- Lou Ieng Ha
- Jeronimo Alberto Goncalves Santos
- Margarida Alexanda de Meira Pinto Gomes
- Paulo Chan
- Leong Fong Meng
- Lau Cheok Va

### Nepal
- Rajendra Kumar Acharya

### Olanda
- Hugo Grotius
- Tobias Asser
- Johannes Bob van Benthem
- Rudolph Cleveringa
- Pieter Hendrik Kooijmans
- Henry G. Schermers
- Bernard Victor Aloysius Röling

### Pakistan
- Muhammad Iqbal
- Abul A'la Maududi
- Rashid Rehman
- Ali Ahmad Kurd
- Abdul Hafiz Pirzada
- Shahid Hamid
- S.M. Zafar
- Mian Tufail Mohammad
- Ashtar Ausaf Ali
- Liaquat Ali Khan
- Ghulam Farooq Awan
- Hina Jilani
- Asma Jahangir
- Khurshid Mahmud Kasuri
- Sadiq Khan
- Wasim Sajjad

### Scoția
- Colin Boyd
- Lord Cullen of Whitekirk
- Lord Brian Gill
- Sir Neil MacCormick
- Lord Rodger of Earlsferry
- Lord Donald MacArthur Ross

### Rusia & URSS
- Iola Nikitcenko
- Gavril Șerșenevici

### Spania
- Eduardo Garcia de Enterria y Martinez-Carande
- Baltasar Garzón

### Sri Lanka
- Radhika Coomarawsamy
- Rohan Edrisinghe
- Mark Fernando
- Savitri Goonasekere
- Neelan Tiruchelvam
- Deepika Udagama

### Statele Unite
- Robert Araujo
- Randy Barnett (1952)
- Paul Butler (profesor) (1961)
- William Brennan (1906–1997)
- Louis Brandeis (1856–1941)
- Warren E. Burger (1907–1995)
- Mike Cicconetti (1951)
- Clay Conrad
- Felix Frankfurter (1882–1965)
- Henry Friendly (1903–1986)
- Ruth Bader Ginsburg (1933)
- Learned Hand (1872–1961)
- Oliver Wendell Holmes Jr. (1841–1935)
- John Marshall Harlan (1833–1911)
- Peggy Fulton Hora
- Lance Ito (1950)
- John Jay (1745–1829)
- Alex Kozinski (1950)
- Mills Lane (1936)
- Hans A. Linde (1924)
- John Marshall (1755–1835)
- Thurgood Marshall (1908–1993)
- Frank Murphy (1890–1949)
- Martha Nussbaum
- Richard Posner (1939)
- Lysander Spooner (1808-1887)
- Joseph Story (1779–1845)
- Roger J. Traynor (1900–1983)
- Earl Warren (1891–1974)
- John Minor Wisdom (1905–1999)
- Pamela Jones

### Ucraina
- O.A. Shalimov
- O.A. Dzubenko

### Uzbekistan
- Davron Akramov (1968–prezent)

## Curtea Internațională de Justiție
- Bruno Simma
- Claude Jorda
- Rosalyn Higgins
- Luis Moreno Ocampo
- Carla Del Ponte